# Čistá, Mladá Boleslav
Čistá là một làng thuộc huyện Mladá Boleslav, vùng Středočeský, Cộng hòa Séc.